# Рамигала
Рамигала (лит. Ramygala; пол. Remigoła) — місто в Паневежиському районі Литви, на південь від Паневежиса; адміністративний центр Рамігальського староства (Ramygalos seniūnija).

## Положення та загальна характеристика
Розташований на шосе Паневежис - Кедайняй за 24 км на південь від Паневежиса. Площа території – 320 га. Місто розташовується на пагорбі, в околицях якого протікає річка Упіте (притока Невежиса). В місті працює хлібокомбінат, лікарня, гімназія, кілька пам'яток культури. До них відноситься стара частина міста, що сформувалася на початку XX століття (пам'ятник містобудування).

## Населення
У 1799 налічувалося 185, в 1897 — 1329, в 1923 — 1246, в 1959 — 1886, в 1970 — 2113 жителів. У 1976 населення становило 2200 осіб, в 1991— 2.

## Назва
У документах та пам'ятниках зустрічаються варіанти назви місцевості Remgallen (1370), Remigalle (1372), Remigaln (1385), Remigola (1503), з Роміколи (1567), у Ромікголі (1569), Remigoła (1854). Відомі аналогічні назви Ariogala, Baisogala, Vytogala тощо, також Batėgala, Betygala, Vetygala. У різних місцевостях Литви є луг Ramygala, пагорб Ramikalnis, болото Ramiraistis. Висловлювалося припущення, що назва утворена від антропоніма Ramys та слова лит. galas («кінець», «кут»), позначаючи, в такий спосіб, «Кінець Рамиса», проте імені Ramys немає. Тому більш слушним є пов'язування назви з прикметником лит. ramus («тихий, спокійний, затишний»). Назва в такому випадку спочатку означала тихе місце.

## Герб та прапор
Символіка міста створена художником Арвідасом Каждайлісом. Герб міста був затверджений декретом президента Литовської Республіки 13 січня 2003 р. На гербі зображений лелека на зеленому тлі, що стоїть на одній нозі. На такому ж зеленому фоні зображений такий же лелека і на прапорі, в кутах якого розташовані підкови.

## Історія
Рамигала згадується з XIII століття, з 1503 — як містечко. У 1525 — волость, у 1540 — маєток. У 1580 р. містечко отримало привілей на проведення ярмарків. З середини XIX століття до 1950 р. було волосним центром, потім з 1950 по 1962 р. — районним центром. Права міста отримала 28 грудня 1956.
Не пізніше 1500 р. збудований костел. У 1674 — 1677 згадувався старий храм, що руйнується. У середині XVIII століття костел згорів. У 1781  збудований новий дерев'яний костел, з 5 вівтарями, вкритий соломою. У 1842 зведено дзвіницю. У 1897 розпочато будівництво нового неоготичного костелу за проєктом шведського архітектора Карла Едварда Страндмана, за іншими відомостями – польсько-литовського архітектора Вацлава Міхневича. У 1902 — 1907 споруджений нинішній костел Святого Іоанна Хрестителя ( Švento Jono Krikštytojo bažnyčia).
У 1888 р . з'явилася аптека, з 1895 р . діяло поштове відділення. З 1918 працювала прогімназія, з 1949 – середня школа, з 2005 – гімназія.

## Галерея

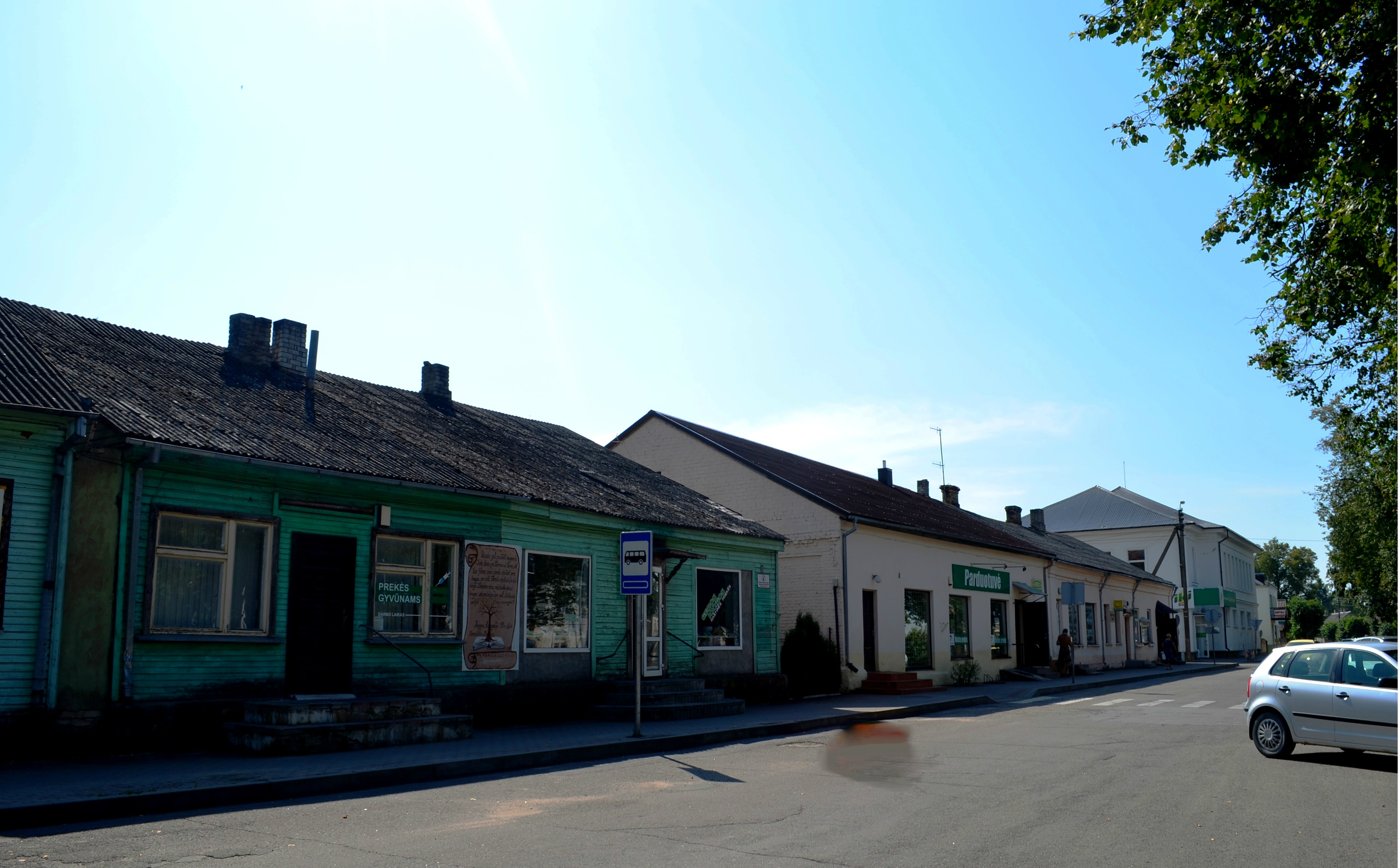
У центрі міста, Паневежиська вулиця
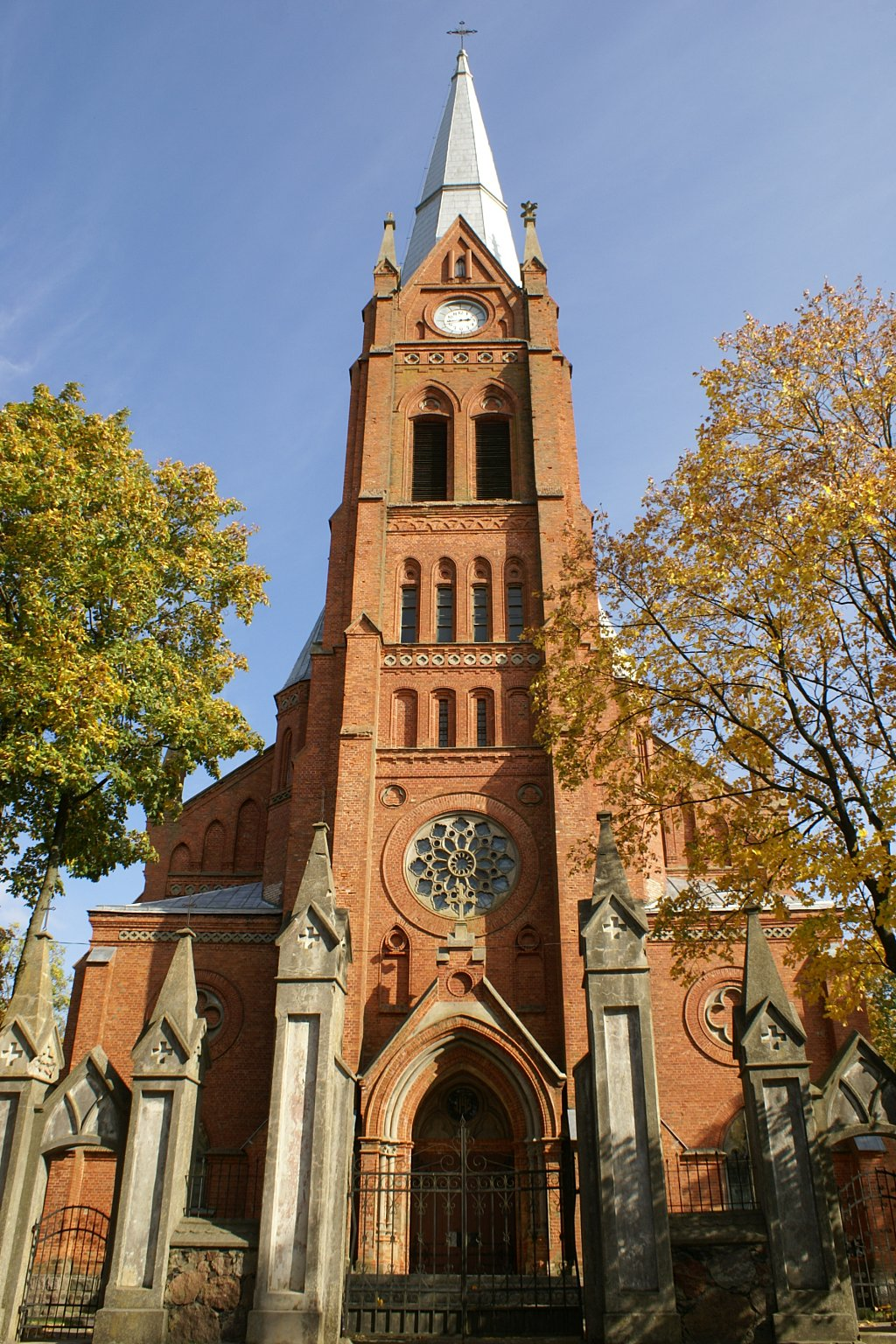
Костел святого Іоанна Хрестителя
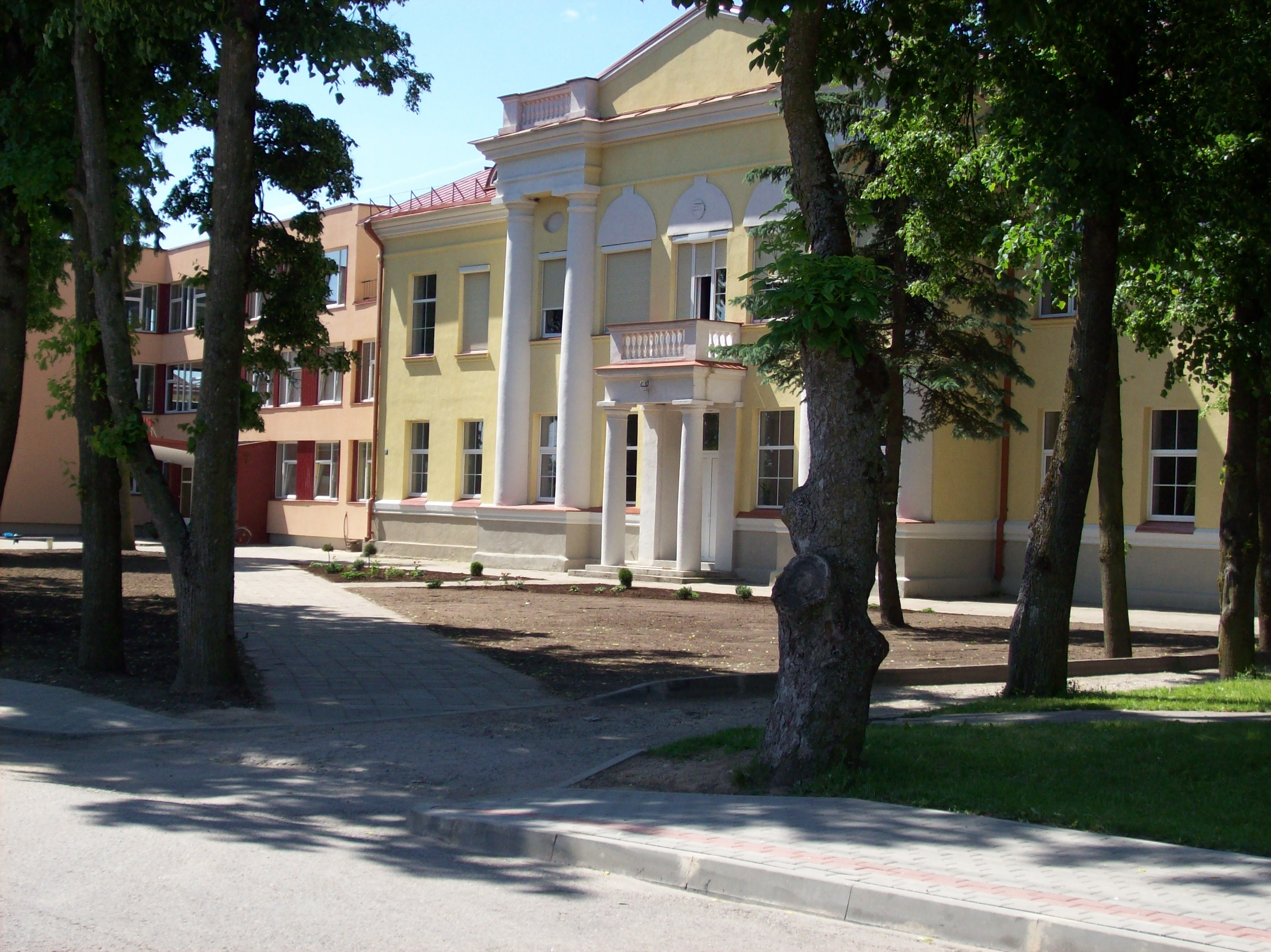
Гімназія в Рамигалі
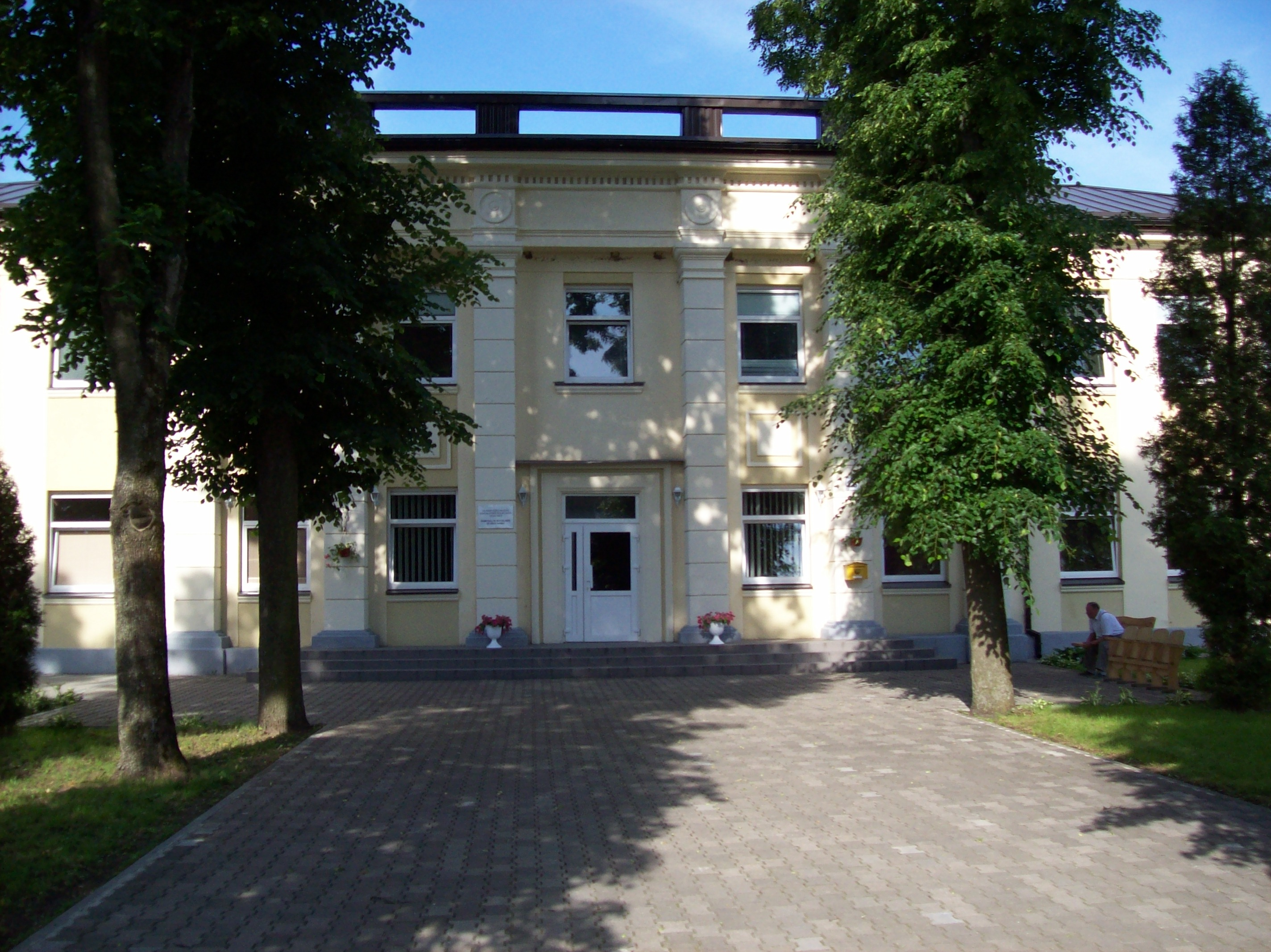
Лікарня в Рамигалі
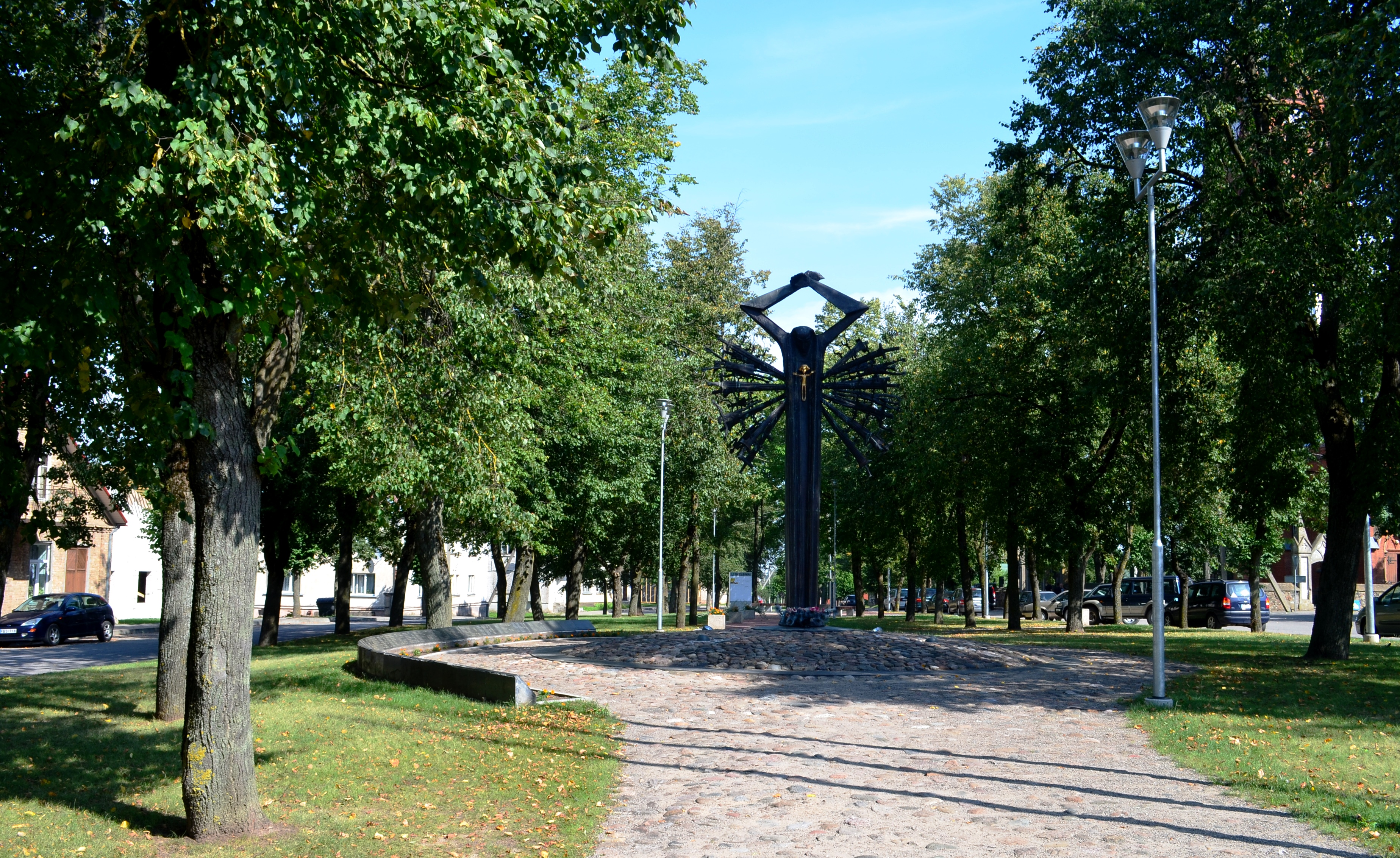
Пам'ятник